# Francie na Zimních olympijských hrách 1960
Francii na Zimních olympijských hrách v roce 1960 reprezentovala výprava 26 sportovců (18 mužů a 8 žen) v 6 sportech.

## Medailisté
| Medaile | Jméno         | Sport           | Soutěž      |
| ------- | ------------- | --------------- | ----------- |
| Zlato   | Jean Vuarnet  | Alpské lyžování | Muži sjezd  |
| Bronz   | Guy Périllat  | Alpské lyžování | Muži sjezd  |
| Bronz   | Charles Bozon | Alpské lyžování | Muži slalom |

## Seznam všech zúčastněných sportovců
| Číslo | Jméno             | Pohlaví | Věk | Sport                  |
| ----- | ----------------- | ------- | --- | ---------------------- |
| 1     | François Bonlieu  | Muž     | 22  | Alpské lyžování        |
| 2     | Charles Bozon     | Muž     | 27  | Alpské lyžování        |
| 3     | Adrien Duvillard  | Muž     | 25  | Alpské lyžování        |
| 4     | Arlette Grosso    | Žena    | 22  | Alpské lyžování        |
| 5     | Anne-Marie Leduc  | Žena    | 22  | Alpské lyžování        |
| 6     | Marguerite Leduc  | Žena    | 24  | Alpské lyžování        |
| 7     | Thérèse Leduc     | Žena    | 26  | Alpské lyžování        |
| 8     | Janine Monterrain | Žena    | 17  | Alpské lyžování        |
| 9     | Guy Périllat      | Muž     | 19  | Alpské lyžování        |
| 10    | Jean Vuarnet      | Muž     | 22  | Alpské lyžování        |
| 11    | Benoît Carrara    | Muž     | 33  | Běh na lyžích          |
| 12    | René Mandrillon   | Muž     | 31  | Běh na lyžích          |
| 13    | Jean Mermet       | Muž     | 28  | Běh na lyžích          |
| 14    | Victor Arbez      | Muž     | 25  | Biatlon, běh na lyžích |
| 15    | Gilbert Mercier   | Muž     | 28  | Biatlon                |
| 16    | René Mercier      | Muž     | 23  | Biatlon                |
| 17    | Paul Romand       | Muž     | 29  | Biatlon                |
| 18    | Alain Calmat      | Muž     | 19  | Krasobruslení          |
| 19    | Alain Giletti     | Muž     | 20  | Krasobruslení          |
| 20    | Nicole Hassler    | Žena    | 18  | Krasobruslení          |
| 21    | Dany Rigoulot     | Žena    | 16  | Krasobruslení          |
| 22    | Raymond Gilloz    | Muž     | 28  | Rychlobruslení         |
| 23    | André Kouprianoff | Muž     | 21  | Rychlobruslení         |
| 24    | Françoise Lucas   | Žena    | 20  | Rychlobruslení         |
| 25    | Claude Jean-Prost | Muž     | 23  | Skoky na lyžích        |
| 26    | Robert Rey        | Muž     |     | Skoky na lyžích        |